# El Coyote

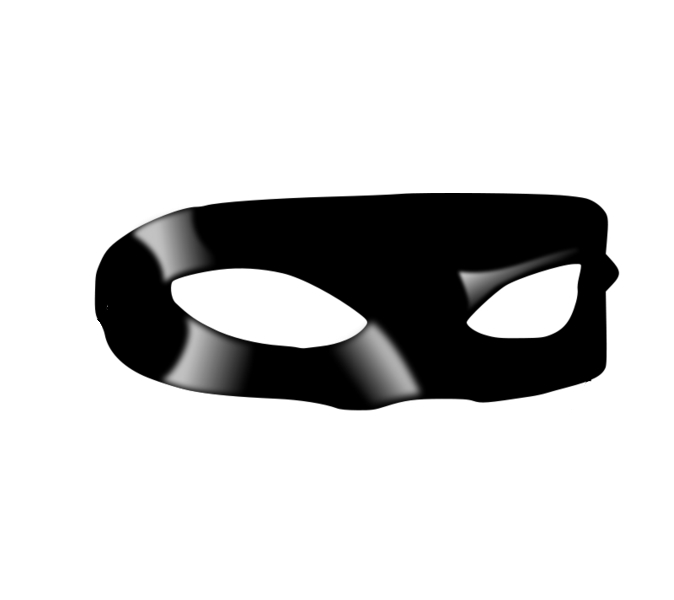
El Coyote es un personaje de ficción creado por el novelista español José Mallorquí Figuerola en 1943, basándose en el personaje de Johnston McCulley El Zorro.

El Coyote es un personaje de ficción creado por el novelista español José Mallorquí Figuerola en 1943, basándose en el personaje de Johnston McCulley El Zorro. Muy parecido a este último, los dos personajes son ambientados en épocas distintas: en el caso del Coyote, la historia transcurre en la época en que California se había convertido en parte del «Salvaje Oeste» estadounidense.
El personaje apareció por primera vez en la novela popular española Novelas del oeste # 9 en 1943, publicada por Editorial Molino.Tras su éxito, Mallorquí empezó a escribir una serie increíblemente popular de novelas protagonizadas por el personaje para Ediciones Cliper, 192 entre septiembre de 1944 y finales de 1953, además de numerosas reediciones a lo largo de los años. Es así el personaje de novelas populares (pulp en su homólogas en inglés) más popular de España, dando lugar además al tebeo homónimo y adaptaciones cinematográficas y radiofónicas.

## Trayectoria editorial
Con la Editorial Molino, Mallorquí comenzó escribiendo una única novela titulada «El Coyote» que se publicó en 1943 como parte de la colección de novelas del oeste, bajo el seudónimo de Carter Mulford. Aunque le satisfizo la novela una vez acabada, creyó que podía desarrollarse con mayor amplitud, y concibió una saga de novelas que la editorial original no quiso publicar. Así, pasó a colaborar con la Editorial Clíper.
La editorial Clíper comenzó publicando «La vuelta del Coyote» en septiembre de 1944, a la que siguieron casi doscientos títulos más. El portadista e ilustrador, Francisco Batet, llegó a dibujar una serie de historietas con guiones del propio Mallorquí para la revista El Coyote. La serie de novelas finalizó en 1953, tras intentar relanzarse con el nombre de «Nuevo Coyote». 
Posteriormente, se han sucedido las reediciones:
- Ediciones Cid (1961-1964), con portadas de Jano.
- Editorial Bruguera (1968-1971), con portadas de Antonio Bernal.
- Favencia (1973-1977), con portadas de Jano.
- Ediciones Forum (1983-1984), con portadas de Salvador Fabá.
- Planeta DeAgostini (2003-2004), con portadas de Tony Fejzula y R.M. Gera.

## Argumento
Don César de Echagüe, hijo homónimo de un rico hacendado californiano, regresa a sus tierras en 1851, apenas incorporada California a los Estados Unidos. La novela retrata una California habitada por una próspera sociedad hispana, pero recién conquistada por los invasores yanquis, que tratan de apoderarse por todos los medios de las minas de oro que los californianos les ocultan. César es despreciado por todos en California, por cobarde y afeminado, incluyendo a Don César, su padre, y Leonor de Acevedo, su prometida, sin ellos saber que lleva una doble vida como El Coyote, un justiciero enmascarado que lucha por los derechos de los hispanos. 
Se enfrenta entonces a la tiranía del conquistador de California, el general Clarke quien, aprovechando la dificultad para la mayoría de los californianos de demostrar la propiedad de sus tierras al estar los títulos de propiedad en España o México, se está apropiando sistemáticamente de las mejores tierras, utilizando incluso tácticas mafiosas, y siendo las propiedades de los Echagüe y los Acevedo (las mayores del país) su próximo objetivo. César pronto encuentra un aliado en el prometido de su hermana y delegado en California del gobierno estadounidense, Edmonds Greene, que a diferencia de la mayoría de sus compatriotas, conoce y aprecia la cultura hispana. Tras destapar El Coyote los crímenes de Clarke,  este se ve obligado a exiliarse. Aprovechando la muerte de uno de los secuaces de Clarke mientras se hacía pasar por El Coyote, César deja que el público dé por muerto al Coyote, retirándose de su carrera de héroe enmascarado. Para entonces, ya habían descubierto su identidad secreta su criado Julián, Greene y Leonor. Esta última, que había llegado a romper su compromiso por la estulticia de su prometido, accede finalmente a casarse con él al descubrir que es su héroe.
El disfraz del Coyote consiste en una máscara que le cubre la mitad superior de la cara, un bigote, ropa negra al estilo mexicano, con un sombrero cónico con ala, y dos pistoleras con revólveres al estilo yanqui, que son sus principales armas. Cuando se enfrenta a los villanos de sus historias, siempre los marca pegándoles un tiro en el lóbulo de una oreja, lo que es conocido como la "marca de El Coyote". Además de ser un pistolero muy rápido y con excelente puntería, es un experto jinete; pero su principal arma es la inteligencia con la que manipula a sus oponentes hasta el punto que tengan que exiliarse o acaben matándose entre ellos.
En La vuelta del Coyote se narra cómo, unos pocos años después, tras la muerte del padre de César y su boda con Leonor, nuevas injusticias hacen que retome su carrera como El Coyote.

## Personajes
A lo largo de las casi doscientas novelas de la serie, Mallorquí creó y desarrolló un gran número de personajes que a menudo protagonizaban miniseries, más o menos extensas, dentro del esquema general de la obra.
- Don César: es el padre de César de Echagüe/El Coyote. Ignora la doble vida de su hijo, a quien desprecia por afeminado, mientras que admira el enfrentamiento del Coyote con los yanquis.
- Leonor de Acevedo: primera esposa de César de Echagüe/El Coyote. Como su suegro, desprecia las maneras de su marido, hasta que descubre que este es, en realidad, El Coyote. Fallece al dar a luz a su primogénito.
- Guadalupe Martínez: hija de Julián, el mayordomo de los Echagüe, y segunda esposa de César de Echagüe/El Coyote.
- César de Echagüe y Acevedo: hijo de César y Leonor. Toma protagonismo a medida que avanza la serie, llegando él también a adquirir otra personalidad: El Cuervo.
- Beatriz de Echagüe: hermana de César/El Coyote y prometida de Edmonds Greene, uno de los amigos de César.
- Edmonds Greene: uno de los representantes del gobierno federal en California y amigo íntimo de César. En cierta ocasión descubre que es el vengador enmascarado, El Coyote.
- General Clarke: un malvado miembro del ejército estadounidense interesado en adquirir el rancho San Antonio puesto que hay minas de oro en sus alrededores.

## Novelas

### Colección El Coyote
La colección El Coyote de Ediciones Clíper es continuación de la primera novela, "El Coyote", que aparece como Extra de esta.
1. La vuelta del Coyote (1944)
2. Huracán sobre Monterrey (1944)
3. El valle de la muerte (1944)
4. La sombra del Coyote (1944)
5. El Coyote acorralado (1945)
6. El otro Coyote (1945)
7. Victoria secreta (1945)
8. Sierra de oro (1945)
9. El exterminio de la calavera (1945)
10. La victoria del Coyote (1945)
11. El hijo del Coyote (1945)
12. La marca del Cobra (1945)
13. Otra lucha (1945)
14. El final de la lucha (1945)
15. La diadema de las ocho estrellas (1945)
16. El secreto de la diligencia (1946)
17. Tras la máscara del Coyote (1946)
18. El diablo en Los Ángeles (1946)
19. La esposa de don César (1946)
20. La hacienda trágica (1946)
21. Los jarrones del virrey (1946)
22. Al servicio del Coyote (1946)
23. La ley de los vigilantes (1946)
24. Toda una señora (1946)
25. El secreto de Maise Syer (1946)
26. Rapto (1946)
27. Cuando el Coyote avisa (1946)
28. Cuando el Coyote castiga (1946)
29. Otra vez el Coyote (1946)
30. La huella azul (1946)
31. Mensajero de paz (1946)
32. Galopando con la muerte (1946)
33. La senda de la venganza (1946)
34. Padre e hijo (1946)
35. Cachorro de Coyote (1946)
36. La roca de los muertos (1946)
37. El enemigo del Coyote (1946)
38. Un caballero (1946)
39. Eran 7 hombres malos (1947)
40. Un ilustre forastero (1947)
41. La firma del Coyote (1947)
42. El secreto roto (1947)
43. El código del Coyote (1947)
44. Máscara blanca (1947)
45. Los servidores del Círculo Verde (1947)
46. Seis tréboles (1947)
47. Guadalupe (1947)
48. El rescate de Guadalupe (1947)
49. Reunión en Los Ángeles (1947)
50. Luces de California (1947)
51. El último de los Gándara (1947)
52. El rancho de la "T" (1947)
53. El cuervo en la pradera (1947)
54. De tal palo… (1947)
55. Tres plumas negras (1947)
56. La reina del valle (1947)
57. Calavera López (1947)
58. Luchando por su hijo (1948)
59. Los apuros de don César (1948)
60. El charro de las calaveras (1948)
61. Analupe de Monreal (1948)
62. La caravana del oro (1948)
63. Un hombre acosado (1948)
64. Río turbulento (1948)
65. Los motivos del Coyote (1948)
66. Seis balas de plata (1948)
67. La última bala (1948)
68. Dinero peligroso (1948)
69. El regreso de Analupe (1948)
70. Los hombres mueren al anochecer (1948)
71. El sol camina hacia el oeste (1948)
72. Sangre en la cuenca del Amarillo (1948)
73. La hacienda El Capitán (1948)
74. El hombre de ningún sitio (1948)
75. El Cobra vuelve (1948)
76. La sepultura vacía (1948)
77. Los hijastros del odio (1948)
78. Otra vez el pasado (1949)
79. Plomo en una estrella (1949)
80. Muerte: punto de destino (1949)
81. El aullido del Coyote (1949)
82. Ojos verdes en Monterrey (1949)
83. El Coyote en el valle (1949)
84. La traición del Coyote (1949)
85. A la caza del Coyote (1949)
86. Los voluntarios del Coyote (1949)
87. Apostando su vida (1949)
88. Se alquila un asesino (1949)
89. Caín de Rancho Murillo (1949)
90. Sierra Blanca (1949)
91. El mensajero del Coyote (1949)
92. El ahijado de don Goyo (1949)
93. Las angustias de don Goyo (1949)
94. El último de los siete (1949)
95. La gloria de don Goyo (1949)
96. El camino del miedo (1949)
97. Traición en Monte Brumas (1950)
98. El pasado de Sarah Marsh (1950)
99. Diligencia a Monterrey (1950)
100. El diablo, Murrieta y el Coyote (1950)
101. El proscrito de las lomas (1950)
102. La hija del Coyote (1950)
103. Una niña peligrosa (1950)
104. El muerto volvió (1950)
105. La sangre de Simon Salter (1950)
106. Carne de horca (1950)
107. La sentencia se cumple al amanecer (1950)
108. La leyenda de Chicho Romero (1950)
109. El capataz del ocaso (1950)
110. El código de los hombres sin ley (1950)
111. Protegido del Coyote (1950)
112. Aguas prohibidas (1950)
113. La casa de los Valdez (1950)
114. Donde habita el peligro (1950)
115. El hogar de los valientes (1950)
116. El tribunal del Coyote (1950)
117. Tres buenos enemigos (1951)
118. El retrato de Nelly Dunn (1951)
119. Los compañeros del silencio (1951)
120. Alias el Coyote (1951)

Extras:
1. El Coyote (1943)
2. La justicia del Coyote (1945)
3. La primera aventura del Coyote (1945)
4. La mano del Coyote (1945)
5. El precio del Coyote (1945)
6. Vieja California (1946)
7. El jinete enmascarado (1946)
8. Trueno negro (1947)
9. Una sombra en Capistrano (1946)

Extra especial:
1. Don César de Echagüe (1946)

### Nuevo Coyote
La colección Nuevo Coyote fue un relanzamiento de la serie en formato de bolsillo, narrando historias cronológicamente anteriores a la primera novela de 1943, antes de la llegada de El Coyote a California.
1. Vuelve el Coyote
2. Rancho Desilusión
3. La prueba del plomo
4. Senda de balas
5. La legión del lobo
6. El valle de los 13 ahorcados
7. El azote de la frontera
8. El tesoro de las misiones
9. Su seguro servidor el Coyote
10. Cuidado con el Coyote
11. Guerra en la cuenca del río Sauces
12. Al servicio del Sur
13. Al norte de río Bravo
14. Coyote en Gris Mayor
15. El juez usaba antifaz
16. El hijo de Talia Coppard
17. Las armas de Guadalupe
18. La última carta de Frank Hartmann
19. Siete bonzos amarillos
20. Siete coyotes
21. El apacible General Carlson
22. La hora del Coyote
23. El pastor de Sierra Palmera
24. El hombre que mató a Jesse Ahmes
25. El hombre que volvió
26. La contraseña
27. El premio del Coyote
28. La herencia del Coyote
29. El hombre que murió demasiado tarde
30. Un coronel de Maximiliano
31. El Coyote al rescate
32. Cuestión de sangre
33. Cuando el Coyote no olvida
34. La dama de San Bernardino
35. El hombre tras la máscara
36. Los caballeros no usan revólver
37. Episodio en Monterrey
38. Una vida por siete
39. Los rehenes
40. Crisantemos para el Coyote
41. Morir no cuesta nada
42. Hace falta el Coyote
43. El perfume de la dama azul
44. La ley termina en San Rosario
45. Siempre ocurre en California
46. El penúltimo viajero
47. Murió violentamente
48. La princesa y el Coyote
49. La venganza pertenece al Coyote
50. Han condenado a Silver Davy
51. Regreso a San Francisco
52. El hombre que perdió su pasado
53. El hermano del Coyote
54. Monte Fracaso
55. Póker de damas
56. Cosas de Don César
57. El Coyote aúlla en Holbrook
58. El Coyote pierde la partida
59. La segunda muerte de P. G. Garrison
60. La rosa de oro de los Echagüe
61. Thunder Hall, comisario
62. Los asesinos llegan a Monterrey

## Cómics
Con guiones del propio Mallorquí, Clíper lanza la serie de historietas en 1947 (189 números en su primera época).

## Películas
- 1955 El Coyote. México/España. Dr.: Joaquín Luis Romero Marchent (César de Echagüe/El Coyote: Abel Salazar)
- 1956 La justicia del Coyote. México/España. Dr.: Joaquín Luis Romero Marchent (César de Echagüe/El Coyote: Abel Salazar)
- 1957 El Coyote (TV). USA. Dr.: Ken Murray y Richard Talmadge (Jane Edwards/El Coyote: Muriel Davis)
- 1963 El vengador de California. España/Italia. Dr.: Mario Caiano (César de Echagüe/El Coyote: Fernando Casanova)
- 1998 La vuelta de El Coyote. España. Dr.: Mario Camus (El Coyote/César de Echagüe: José Coronado)

## Radio
Fue encarnado por Vicente Mullor.